# 原憲一 (ジャーナリスト)
原 憲一（はら けんいち、1947年（昭和22年）5月27日 - ）は、日本のジャーナリスト、実業家。RSKホールディングス会長。元（RSK）山陽放送アナウンサー、JNNカイロ支局長。岡山県備前市出身。

## 人物・略歴
1970年、当時の山陽放送にアナウンサーとして入社し、ニュース・報道を中心に担当。RSKラジオディレクター時代には岡山刑務所で行われる刑務所内放送のディスクジョッキーの指導に携わる。その後RSKテレビ報道部に配属、ハンセン病療養所の取材などに携わる。
1990年、TBS報道局へ出向、JNNカイロ支局長に赴任し、湾岸戦争と、その引き金を作るイラクのクウェート侵攻などの取材に携わり、海鳥が湾岸戦争による重油流出で油まみれになった様子を、CNNの記者共々アジア人で唯一取材した。帰国後もTBSテレビに残り、『JNN報道特集』の総合司会を2年間にわたり担当した。
山陽放送へ復帰後は取締役報道制作局長、常務取締役を経て2011年取締役社長、のちに取締役会長を経て、2019年、山陽放送の認定放送持株会社移行に伴い、RSKホールディングス初代会長となり今日に至る。

## 著書
- 『戦場特派員―湾岸戦争を伝えたテレビ取材の舞台裏』蒼洋社、1995年3月。ISBN 978-4892427725。
- 『踏ん張れ地方局 片隅からのジャーナリズム』山陽新聞社、2021年7月。ISBN 978-4881977637。